# 이주하
이주하(李舟河, 1905년 ~ 1950년 6월 28일)는 일제 강점기에 사회주의 계열에서 활동한 독립운동가이며, 남조선로동당의 간부였다.

## 생애

### 일제강점기 활동
함경남도 북청의 가난한 화전민 가정 출신이다. 생활이 어려워 학교도 제대로 다니지 못하다가, 원산부의 광성학교와 보광학교에서 수학했다. 보광학교 재학 중에 3·1 운동이 일어났고 이주하도 전단지를 뿌리는 등 시위에 참가했다.
생계를 위해 여러 직업을 전전하다가 경성부로 올라와 휘문고등보통학교에 입학했다. 그러나 동맹휴학을 주도했다가 퇴학 당하여 졸업은 하지 못했다. 이 무렵 공산주의 사상을 접했고, 일본에 건너가 공산주의 단체들가 접촉하면서 사회주의 운동에 대해 전문적으로 공부했다. 이후 일제 강점기 동안 국내파 거물 노동운동가로 활동했다.
일본에서 귀국한 1928년부터 원산의 부두노동자로 취업하고 노동운동을 시작했다. 1929년 원산총파업을 거치면서 태평양노동조합(태로)이라는 조직을 구성했고, 한 차례 투옥되어 5년형을 받고 복역한 뒤에는 원산적색노조를 조직했다. 1938년 리강국 체포 시점부터 1945년까지 약 7년간은 지하에서 모습을 드러내지 않고 국내 망명 생활을 했다.

### 광복이후 활동

1950년 4월 1일자 동아일보. 남로당 핵심간부인 김삼룡과 이주하가 검거되었다고 보도된 기사.

광복 후에는 원산과 서울, 평양을 오가다가 1949년에 남조선로동당의 간부로 서울에 파견되어 일했으며, 1950년 김삼룡과 함께 체포되었다.  조선민주주의인민공화국은 북쪽에 억류된 조만식과 대한민국에 체포된 김삼룡, 이주하의 교환을 위한 남북협상 일정을 6월 23일로 정하는 등 교환을 요구한 바도 있으나 성사되지 않았고, 곧 한국 전쟁이 발발하면서 수감되어 있던 서울형무소에서 김삼룡과 함께 즉결처형되었다.

## 같이 보기
- 남로당
- 박헌영
- 김삼룡

## 참고자료
- 심지연 (2007). 《이주하 연구》. 서울: 백산서당. ISBN 978-89-7327-398-0.
- 이종석 (1997). 《조선로동당연구》. 서울: 역사비평사. ISBN 978-89-7696-106-8.
- 황정규, 노동운동에 몸바친 '전위혁명가' 이주하, 《해방》,  4호 (2005.09.29)